# Wolfgang Steinweg
Wolfgang Steinweg (geboren 15. November 1947 in Fulda; gestorben 15. Juli 2001 in Hannover) war ein deutscher Journalist und Verfasser mehrerer Bücher über die niedersächsische Landeshauptstadt.

## Leben
Wolfgang Steinweg wuchs in Berlin und Hessen auf. Nach seinem Abitur studierte er die Fächer Politikwissenschaft, Geschichte und Publizistik  an der Freien Universität Berlin, an der er 1972 seine Magisterarbeit veröffentlichte unter dem Titel Bewegungen auf dem Zeitungsmarkt in Schleswig-Holstein und Hamburg von 1969 bis Mai 1972. Dargestellt u.a. an den Aktivitäten der Großverlage Springer und Bauer. Nach seinem Studium arbeitete er als freier Mitarbeiter bei Associated Press und beim Sender Freies Berlin.
Nachdem Steinweg in Mainz und Rüsselsheim sein Volontariat bei der Mainzer Allgemeine Zeitung abgelegt hatte und für diese auch als Redakteur tätig geworden war, ließ er sich 1977 in Hannover nieder, wo er anfangs als Mitglied der Lokalredaktion der Hannoverschen Allgemeinen Zeitung (HAZ) vor allem zuständig war für die Themen Kommunalpolitik, Fragen des Großraums Hannover sowie die Berichterstattung zur regionalen Polizei. 1989 wurde er stellvertretender Leiter der Lokalredaktion der HAZ.
Nach dem Mauerfall wirkte Wolfgang Steinweg auf dem Gebiet der vormaligen DDR ab 1990 erst in Leipzig, 1990 und 1991 dann in Magdeburg beim Aufbau von den als Ableger von der HAZ geplanten Zeitungsredaktionen und übernahm in der Folge kurzzeitig auch die Leitung der „Magdeburger Allgemeinen Zeitung“.
1991 ging Steinweg zurück in die niedersächsische Landeshauptstadt, in der er bis 1992 als Chefreporter der HAZ wirkte, ab 1993 als „Chef der Lokalredaktion der HAZ.“
Neben seiner journalistischen Tätigkeit verfasste Steinweg mehrere „Hannover-Bücher“, von denen die bekanntesten das 1980 erschienene Buch Das Rathaus in Hannover wurde, die 1989 erschienene Schrift 1939. Hannovers Weg in den Zweiten Weltkrieg sowie der 1998 erschienene Bildband Kindheit in Hannover in den fünfziger Jahren.

## Schriften (Auswahl)
- Bewegungen auf dem Zeitungsmarkt in Schleswig-Holstein und Hamburg von 1969 bis Mai 1972. Dargestellt u.a. an den Aktivitäten der Großverlage Springer und Bauer, Magisterarbeit 1972 an der FU Berlin
- Flächensparendes verdichtetes Bauen. Lösungsbeitrag für den Wohnungsmarkt und die Siedlungs-Strukturentwicklung im Grossraum Hannover (= Beiträge zur regionalen Entwicklung, Heft 11), Hannover: Zweckverband Grossraum Hannover, [1984]
- Das Rathaus in Hannover. Von der Kaiserzeit bis in die Gegenwart, Hannover: Schlüter, 1988, ISBN 978-3-87706-287-6 und ISBN 3-87706-287-3; Inhaltsverzeichnis
- 1939 – Hannovers Weg in den Zweiten Weltkrieg, 2. Auflage, Hannover: Madsack, 1990, ISBN 978-3-7860-0033-4 und ISBN 3-7860-0033-6
- Texte für Bildbände
  - Wolfgang Steinweg (Mitarb.): Hannover. Bewegte Zeiten – die 50er Jahre, Bildband, Gudensberg-Gleichen: Wartberg-Verlag, 1996, ISBN 978-3-86134-308-0 und ISBN 3-86134-308-8
  - Jörg Axel Fischer, Wolfgang Steinweg (Mitarb.): So schön ist Hannover = Beautiful Hanover, 4., überarbeitete Auflage, Texte in Deutsch, Englisch und Französisch, Hamburg: Ellert und Richter, 2008, ISBN 978-3-89234-770-5; Inhaltsverzeichnis
  - Kindheit in Hannover – in den 50er Jahren, 1. Auflage, Gudensberg-Gleichen: Wartberg-Verlag, 1998, ISBN 978-3-86134-480-3 und ISBN 3-86134-480-7
  - Hannover ... in den 50er Jahren. Lebensgefühl einer Generation, 1. Auflage, Gudensberg-Gleichen: Wartberg-Verlag, 2001, ISBN 978-3-8313-1097-5